# Alchemilla squarrosula
Alchemilla squarrosula é uma espécie de rosácea do gênero Alchemilla, pertencente à família Rosaceae.